# Dundocera
Dundocera là một chi nhện trong họ Ochyroceratidae.